# 관장

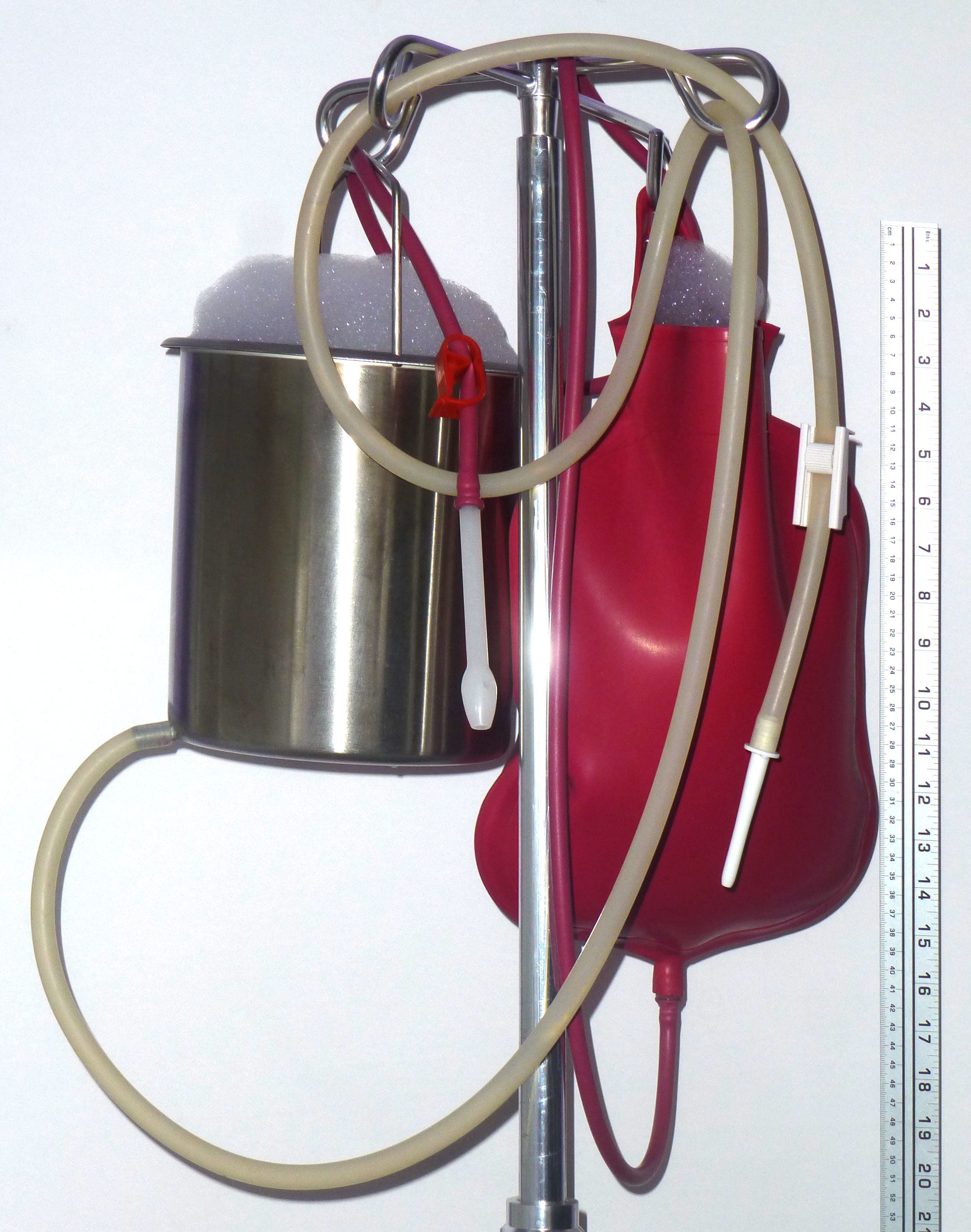
스테인레스 스틸 관장 키트, 관장 가방, 4리터 모두

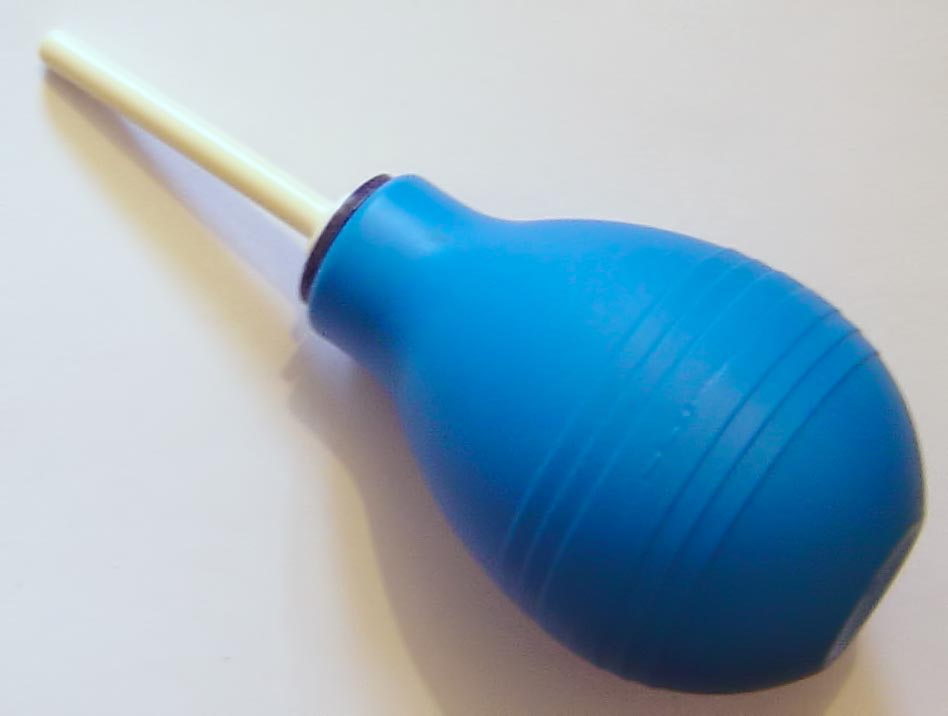
이러한 전구 모양의 관장기로 말미암아 적은 양의 관장제를 이용할 수 있다.

관장(灌腸, enema)은 항문을 통해 직장과 결장으로 액체를 주입하는 과정이다. 액체로 인해 부피가 증가하여 창자의 하부가 급격히 팽창되고, 종종 매우 불편한 복부 팽창(bloating), 경련, 강력한 연동 운동, 극도의 위급한 느낌과 창자 하부측의 완전한 배설을 일으킨다.
그리고 잘못 사용하면 설사를 일으킬 수 있다.
관장은 변비나 유분증과 같은 의료적으로 특수한 상태에 대한 치료로서 쓰이고, 일부 대체 의학의 치료법으로도 쓰인다. 또한 의료 약품이나 마약류를 투여하기 위해 활용되며, 정맥 주사로 수분 보충이 불가능한 환자에게 수분 보충법(proctoclysis)으로 쓰인다.
그러나 의학 용도뿐 아니라, 이따금씩 가정용이나 즐기는 목적으로도 이용된다.
하지만 관장을 많이 사용할 경우 관장에 내성이 생겨 효과를 볼 수 없을 수도 있다.

## 이용

### 대체 의학
- 장세척
- 커피 관장

### 즐기는 목적의 이용

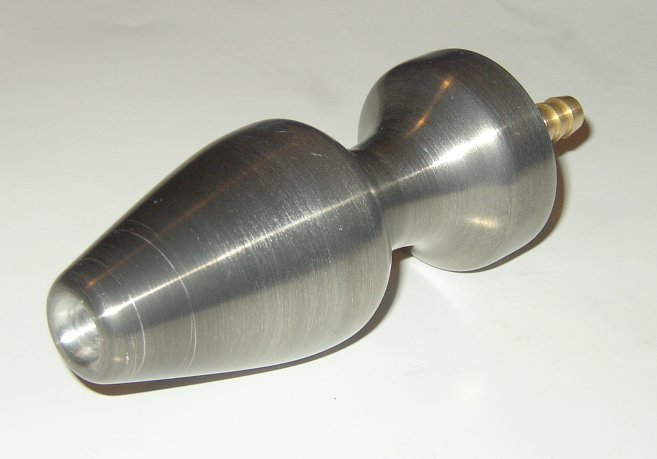
알루미늄 관장 노즐. 이러한 특별한 기구는 비의학적인 용도로 흔히 이용되며 성인용품점과 인터넷에서 다양한 크기, 스타일, 물질로 구매할 수 있다.

관장에 대한 성도착 증세를 클리즈마필리아라고 부른다.
관장은 BDSM 활동의 일부로 사용될 수 있고 혼자서나 둘 사이에서 일상적인 성교로 사용할 수도 있다. 관장은 성교를 통해서 즐거움을 느낄 수 있고 남성의 경우 관장을 이용하면 전립선을 자극할 수 있다. 예측하지 못한 발기는 의학적인 환경에서 일상적인데, 이는 사람이 불쾌하다고 생각할 경우에도 마찬가지이다.
관장은 성교의 감각을 강화시키기 위해서나 성교 이전 배설물을 제거할 목적으로 항문 성교나 항문 구강 성교를 하기 이전에 사용할 수도 있다. 이 경우 박테리아 전달이나 감염 위험 가능성을 낮출 수 있고 계속되는 활동 가운데 쓰이는 섹스 토이나 생식기에 배설물이 묻을 가능성을 줄여 준다. 항문 성교에 쓰이는 관장은 지속적으로 해서는 안 된다. 지속적으로 이용하면 항문에 해를 끼칠 수 있다.

## 같이 보기
- 대체 암 치료법

## 참고 자료
1. ↑  
Bruera, E; Pruvost, M; Schoeller, T; Montegjo, G; Watanabe, S (1998년 4월). “Proctoclysis for Hydration of Terminally Ill Cancer Patients”. 《Jour Pain Symptom Management》 15 (4): pp 216–9.